# سیارک ۵۵۸۷۳
سیارک ۵۵۸۷۳ (به انگلیسی: 55873 Shiomidake، نامگذاری:1997UP7) پنجاه و پنج هزار و هشتصد و هفتاد و سومین سیارک کشف شده‌است که در ۲۶ اکتبر ۱۹۹۷ کشف شد.